# Dieter Pitthan

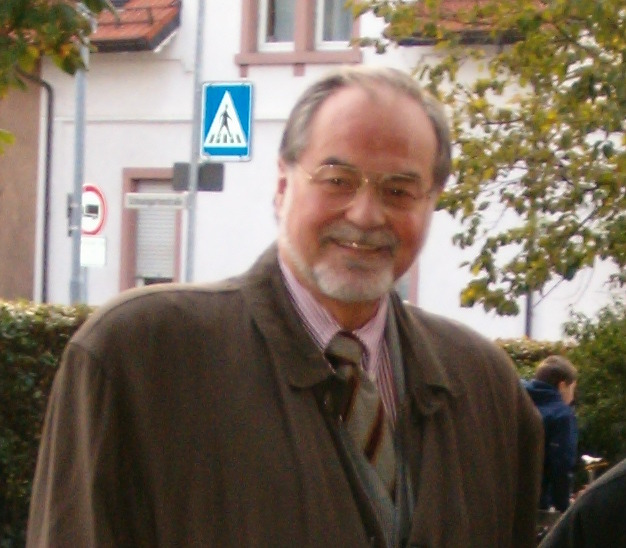
Dieter Pitthan (2004)

Dieter Pitthan (* 30. Juni 1941 in Klingenberg am Main) ist ein deutscher Politiker (SPD). Er war von 1990 bis 2008 Bürgermeister der Stadt Langen (Hessen).

## Politik
Der Jurist Pitthan ist seit 1972 Mitglied der SPD. Nachdem er unterschiedliche Funktionen im SPD-Ortsvereinsvorstand Langen ausgeübt hatte, wurde er 1981 in die Stadtverordnetenversammlung gewählt und war von Oktober 1983 bis zu seiner Wahl zum Ersten Stadtrat am 13. Juli 1989 Fraktionsvorsitzender der SPD. Im Oktober 1989 trat er sein Amt als Erster Stadtrat an. Am 25. Januar 1990 wurde er durch die Stadtverordnetenversammlung mehrheitlich zum Bürgermeister der Stadt Langen gewählt und trat sein Amt am 1. Juli 1990 an. Pitthan wurde zwei Mal, in den Jahren 1996 und 2002, dann jeweils in direkter Wahl von der Langener Bevölkerung zum Bürgermeister gewählt (1992 war in Hessen die Direktwahl der Bürgermeister eingeführt worden). In seiner Funktion als Bürgermeister wurde er auch ins Präsidium des Hessischen Städtetages gewählt.
Während seiner Zeit als Bürgermeister wurden in Langen der Wohnungsbau vorangetrieben, die Kommunalen Betriebe gegründet, die Planung der Neuen Stadthalle abgeschlossen und deren Umbau begonnen (Wiedereröffnung im Herbst 2009) und es wurden neue Unternehmen angesiedelt. In seine Amtszeit fallen auch die Inbetriebnahme der Langener S-Bahn-Station sowie die Fertigstellung der jahrzehntelang geplanten Nordumgehung. Mit Tarsus (Türkei) und Aranda de Duero (Spanien) kamen zwei neue Städtepartnerschaften hinzu. Am Ende seiner Amtszeit verliehen ihm die Städte Langen, Romorantin-Lanthenay und Tarsus ihre Ehrenbürgerschaften.
Ende Juni 2008 ging Pitthan in den Ruhestand.
Anlässlich seines 70. Geburtstages wurde eine Stele mit der Aufschrift „Mount Pitthan“ am kleinen Rodelhügel hinter der Stadthalle eingeweiht.

## Privates
Pitthan ist seit 1968 mit seiner Frau Li verheiratet. Das Ehepaar Pitthan hat einen Sohn und lebt seit 1973 in Langen.